# BTV (Chińska Republika Ludowa)

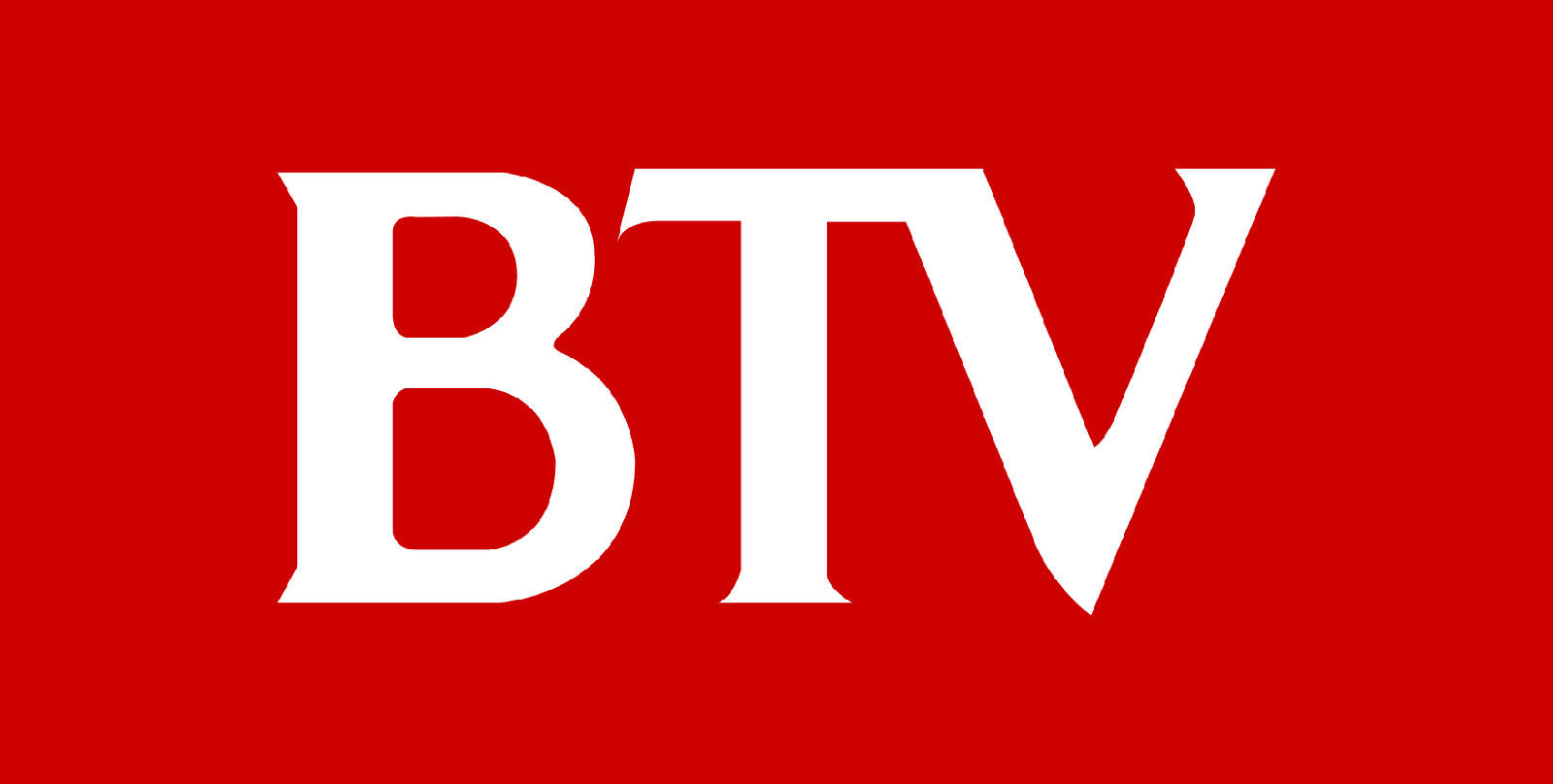
Logo stacji BTV

Telewizja Pekińska, BTV (chiń. 北京电视台; pinyin: běi jīng diàn shì tái; ang. China Beijing TV Station) – lokalna stacja telewizja w Pekinie, stolicy Chin.
Na miejscu jej sygnał jest transmitowany przez nadajniki naziemne. W innych częściach kraju jest dostępny w telewizji kablowej. Kanał BTV-1 jest również dostępny drogą satelitarną.

## Grupa kanałów BTV
- BTV-1
- BTV-2 Arts Channel
- BTV-3 Education Channel
- BTV-4 Drama Series Channel
- BTV-5 Finance Channel
- BTV-6 Sports Channel
- BTV-7 Lifestyle Channel
- BTV-8 Youth Channel
- BTV-9 Beijing City Channel
- BTV-10 Cartoon Channel
- BTV Theater Channel
- Loving Home Shopping Channel